# Толкаппіям

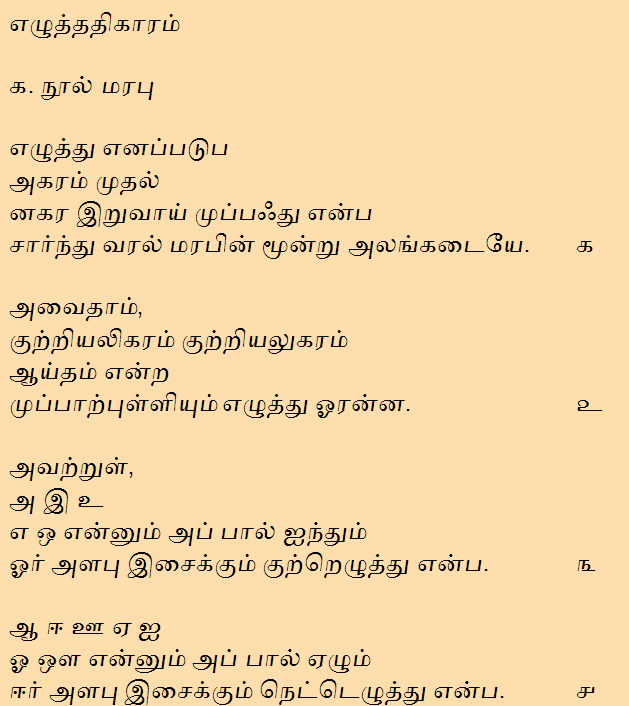
Перші чотири строфи з «Толкаппіяму»

Толкаппіям (தொல்காப்பியம்) — один з найдавніших трактатів з тамільської мови, також є зразком тамільської літератури. Остаточно завершений у IV–V ст. н. е.

## Зміст
Складається з 3 книг, кожна з яких розділяється на 9 частин. Перша «Ежуттадікарам» присвячена мові, писемності, друга «Солладікарам» — граматиці, третя «Поруладіхарам» — поезії.
У «Ежуттадікарамі»:
- перераховуються символи мови, організація їх в приголосні, голосні і діакритичні символи. Голосні класифіковані на короткі і довгі, виходячи з тривалості вимови. Приголосні поділяються на три категорії в залежності від наголосу (розділ «Нуулмарабу»);
- розкриваються правило встановлення букв у словах, використання фонем («Можімарабу»);
- визначається артукуляційна фонетика, правила вимови («Піраппіял»);
- надається структурне поєднання слів («Пунаріял»);
- подається правила поєднання слів на основі снсу («Тхокаймарабу»)
- йдеться про слова-модифікатори, які додаються в кінці іменників і займенників, коли вони використовуються як об'єкт, а не коли вони використовуються як суб'єкти («Урубіял»);
- розкривається правило заміна слів, що мають початкову голосну-фонетичну, на голосну-кінцевою («Уїрмаянгіал»);
- розкривається правило заміни слів, що мають голосну-фонетичну, на приголосну-кінцеву («Пуллі»).

У «Солладікарамі»:
- про утворення слів та синтаксис;
- про роль обставин, випадку у синтаксисі;
- про іменники;
- про формування кличного відмінку;
- про тематичний суфікс;
- про дієслово;
- про префікси і суфікси при формуванні слова;
- про прикметники та прислівники;
- інше в синтаксисі.

У «Поруладіхарамі» поезія поділяється з точки зору змісту на дві категорії: «поезія пурам» — громадянська (Пурам — «зовнішнє») і «поезія ахам» — любовна (ахам — «внутрішнє»). В цій книзі закріплюються основні поетичні норми, вказуються придатні для поезії теми, можливі поетичні ситуації, розбираються спеціальні питання стилістики та поетичної техніки (вибір слів, вживання порівнянь, просодія).